# パシフィックネーションズカップ2014
パシフィックネーションズカップ2014（2014 Pacific Nations Cup、2014 PNC）は、IRB（国際ラグビー評議会が主催する「IRBパシフィックネーションズカップ（PNC）」9回目の大会である。

## 概要
2014年6月7日から21日まで3週にわたり開催。2つのカンファレンスに分かれ、総当たり戦でそれぞれ優勝を決めた。異なるカンファレンスとの対戦は行わない。各チーム2試合ずつとなり、大会規模は小さい。
- Asia/Pacific（アジア・太平洋）カンファレンス：日本、アメリカ合衆国、カナダ
- Pacific Islands（太平洋諸島）カンファレンス：サモア、フィジー、トンガ

これにより、日本が2回目、サモアが3回目の優勝となった。

## 戦績
出典

### 順位表
勝ち点は、勝利4、引き分け2、敗戦0。さらに「4トライ以上獲得」「7点差以内で敗戦」の場合に、それぞれボーナスポイント1が勝ち点に加わる。
|                              | 順位 | 国             | 試合数 | 勝 | 分 | 敗 | 得点 | 失点 | 得失点差 | 4トライ以上 BP | 7点差以内 BP | 勝ち点 |
| ---------------------------- | ---- | -------------- | ------ | -- | -- | -- | ---- | ---- | -------- | -------------- | ------------ | ------ |
| アジア・太平洋カンファレンス | 1    | 日本           | 2      | 2  | 0  | 0  | 71   | 54   | +17      | 1              | 0            | 9      |
| アジア・太平洋カンファレンス | 2    | アメリカ合衆国 | 2      | 1  | 0  | 1  | 67   | 72   | –5       | 2              | 0            | 6      |
| アジア・太平洋カンファレンス | 3    | カナダ         | 2      | 0  | 0  | 2  | 60   | 72   | –12      | 1              | 1            | 2      |
| 太平洋諸島カンファレンス     | 1    | サモア         | 2      | 1  | 1  | 0  | 36   | 31   | +5       | 1              | 0            | 6      |
| 太平洋諸島カンファレンス     | 2    | フィジー       | 2      | 1  | 0  | 1  | 58   | 35   | +23      | 1              | 1            | 6      |
| 太平洋諸島カンファレンス     | 3    | トンガ         | 2      | 0  | 1  | 1  | 35   | 63   | –28      | 0              | 0            | 2      |

## 対戦詳細（アジア・太平洋カンファレンス）

### Round 1
| 2014年6月7日 18:00 PST (UTC-8) | カナダ | 25–34               | 日本 | スワンガード・スタジアム, バーナビー, ブリティッシュコロンビア州, カナダ 観客数: 6,382人 レフリー: Leighton Hodges (ウェールズ) |
| 2014年6月7日 18:00 PST (UTC-8) | トライ: ハーン 7' m Moonlight 35' c Paris 38' c コンバート: プリチャード (2/3) 37', 39' PK: プリチャード (2/2) 18', 32' | レポート 結果配信表 | トライ: 藤田慶和 42' m 田村優 63' c ツイヘンドリック 72' c コンバート: 五郎丸歩 (2/3) 64', 73' PK: 五郎丸歩 (5/5) 13', 15', 28', 56', 80' | スワンガード・スタジアム, バーナビー, ブリティッシュコロンビア州, カナダ 観客数: 6,382人 レフリー: Leighton Hodges (ウェールズ) |

### Round 3
| 2014年6月21日 15:00 PDT (UTC-7) | アメリカ合衆国 | 38–35    | カナダ | ボニー・フィールド, サクラメント, カリフォルニア州, アメリカ合衆国 観客数: 7,804人 レフリー: Stuart Berry (南アフリカ共和国) |
| 2014年6月21日 15:00 PDT (UTC-7) | トライ: スカリー (2) 26' m, 60' c ワイレス 31' c トンプソン 70' c コンバート: ワイレス (3/4) 32', 61', 71' PK: ワイレス (4/4) 5', 11', 52', 68' | レポート | トライ: ジョーンズ (2) 22' c, 43' c カーペンター 36' c プリチャード 39' c ハーン 40' c コンバート: プリチャード (5/5) 24', 36', 39', 40', 44' | ボニー・フィールド, サクラメント, カリフォルニア州, アメリカ合衆国 観客数: 7,804人 レフリー: Stuart Berry (南アフリカ共和国) |

特記事項:
- アメリカ合衆国がカナダに勝利するのは、2009年7月以来 5年ぶり。

## 対戦詳細（太平洋諸島カンファレンス）

### Round 1
| 2014年6月7日 14:00 WST (UTC+13) | サモア                                                                             | 18–18    | トンガ                                                                                              | アピア・パーク, アピア, サモア 観客数: 14,500人 レフリー: ウェイン・バーンズ (イングランド) |
| 2014年6月7日 14:00 WST (UTC+13) | トライ: Otto 31' m Lemi 66' c コンバート: Tピシ (1/2) 67' PK: Tピシ (2/3) 58', 75' | レポート | トライ: Katoa 22' c アフ 39' m コンバート: Fosita (1/2) 23' PK: Fosita (1/3) 70' Apikotoa (1/1) 78' | アピア・パーク, アピア, サモア 観客数: 14,500人 レフリー: ウェイン・バーンズ (イングランド) |

### Round 2
| 2014年6月14日 15:00 FJT (UTC+12) | フィジー | 45–17    | トンガ                                                                                   | Churchill Park, ラウトカ, フィジー 観客数: 5,850人 レフリー: Rohan Hoffmann (オーストラリア) |
| 2014年6月14日 15:00 FJT (UTC+12) | トライ: Votu (2) 7' c, 52' c ナドロ 13' c Bobo (2) 31' c , 79 'c ワンガニンブロトゥ 80' c コンバート: ナドロ (6/6) 8', 14', 32', 53', 79', 80' PK: ナドロ (1/1) 4' | レポート | トライ: Fihaki (2) 64' c, 69' c コンバート: Fosita (2/2) 65', 70' PK: Apikotoa (1/2) 22' | Churchill Park, ラウトカ, フィジー 観客数: 5,850人 レフリー: Rohan Hoffmann (オーストラリア) |

Notes
- フィジーのSireli Bobo（シレリ・ボボ）は38歳137日での出場となり、フィジー代表史上、最年長選手となった[4]。

### Round 3
| 2014年6月21日 15:00 FJT (UTC+12) | フィジー                                               | 13–18    | サモア                                      | ANZ国立スタジアム, スバ, フィジー 観客数: 7,350人 レフリー: マシュー・ライナル (フランス) |
| 2014年6月21日 15:00 FJT (UTC+12) | トライ: ナドロ 11' m Nalaga 42' m PK: ナドロ (1/1) 45' | レポート | PK: Tピシ (6/7) 2', 16', 25', 28', 40', 64' | ANZ国立スタジアム, スバ, フィジー 観客数: 7,350人 レフリー: マシュー・ライナル (フランス) |